# Shāh Rag
Shāh Rag (persiska: شاه رگ) är en ort i Iran.   Den ligger i provinsen Khorasan, i den nordöstra delen av landet, 600 km öster om huvudstaden Teheran. Shāh Rag ligger 1 684 meter över havet och antalet invånare är 747.
Terrängen runt Shāh Rag är huvudsakligen kuperad. Shāh Rag ligger nere i en dal. Runt Shāh Rag är det ganska glesbefolkat, med 38 invånare per kvadratkilometer. Närmaste större samhälle är Esfejīr, 14,5 km väster om Shāh Rag. Trakten runt Shāh Rag består i huvudsak av gräsmarker.